# 조인규
조인규(趙仁規: 1237년~1308년 5월 15일(음력 4월 25일))는 고려의 문신 겸 관료이자 시인이며 문하시중을 지낸 대신(大臣)이다. 본관은 평양(平壤)이고 자(字)는 거진(去塵)이며 작위는 평양군(平壤君)이다. 충선왕·최충소(崔冲紹)·박경량(朴景亮: ?~1320년 6월, 처음 이름은 박선(朴瑄))의 장인이며, 초노(抄奴) 김태(金泰)와 환관 이숙(李淑)의 사돈이고(김태는 박경량의 친척이면서 이숙과는 동서 관계임) 조준의 증조할아버지다.

## 생애
그는 1245년에 11년 연상녀 해주 최씨 부인과 결혼하였으며 일찍이 1252년 음서로써 몽골어 통역관으로 뽑혀 관직에 출사하였다. 훗날에는 자신의 딸을 충선왕(忠宣王)의 왕비(조비)로 시집을 보내었고 문하시중을 지냈다.

## 전기 자료
- 이곡, 《가정집》 권3, 조 정숙공 사당의 기문
- 권근, 《양촌집》 권35, [동현사략], 판문하 조인규
- 《고려사》 권105, 〈열전〉18, 조인규

## 같이 보기
- 의왕 청계사 청계사사적기비
- 조비